# Kiemieliszki (Białoruś)
Kiemieliszki (biał. Кемелішкі, Kiemieliszki; ros. Кемелишки, Kiemieliszki) – agromiasteczko na Białorusi, w obwodzie grodzieńskim, w rejonie ostrowieckim, w sielsowiecie Ryteń.
Siedziba rzymskokatolickiej parafii Narodzenia Najświętszej Maryi Panny.

## Historia
W Rzeczypospolitej Obojga Narodów leżały w województwie wileńskim. Odpadły od Polski w wyniku III rozbioru. W 1905 roku wymieniono wieś i miasteczko. Miasteczko liczyło 156 mieszkańców, 423 dziesięciny; wieś liczyła 123 mieszkańców, 423 dziesięciny.
Pod zaborami i w II Rzeczypospolitej miasteczko, będące siedzibą gminy Kiemieliszki. 
W XIX i w początkach XX w. położone były w Rosji, w guberni wileńskiej, w powiecie zawilejskim/święciańskim. Po I wojnie światowej pod administracją polską, w Zarządzie Cywilnym Ziem Wschodnich. W latach 1920–1922 w składzie Litwy Środkowej.
Od 11 kwietnia 1922 leżały w Polsce, w województwie wileńskim, w powiecie święciańskim.
W 1931 w 135 domach zamieszkiwało 714 osób.
Po II wojnie światowej w granicach Związku Sowieckiego. Od 1991 w niepodległej Białorusi. Do 4 marca 2014 siedziba zarządu sielsowietu Kiemieliszki (od 31 marca 2013 sielsowietu Ryteń).

## Polacy
Miejscowość zamieszkują Polacy. W Kiemieliszkach działa oddział Związku Polaków na Białorusi (należący do struktur niezależnych, kierowanych przez Andżelikę Borys). Prowadzi on m.in. Szkółkę Społeczną Języka Polskiego dla polskich dzieci.

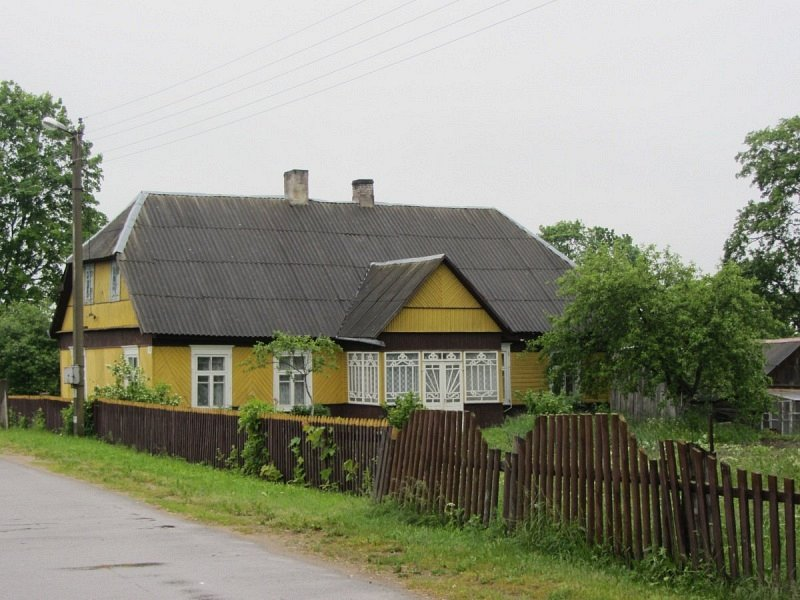
budynek w Kiemieliszkach
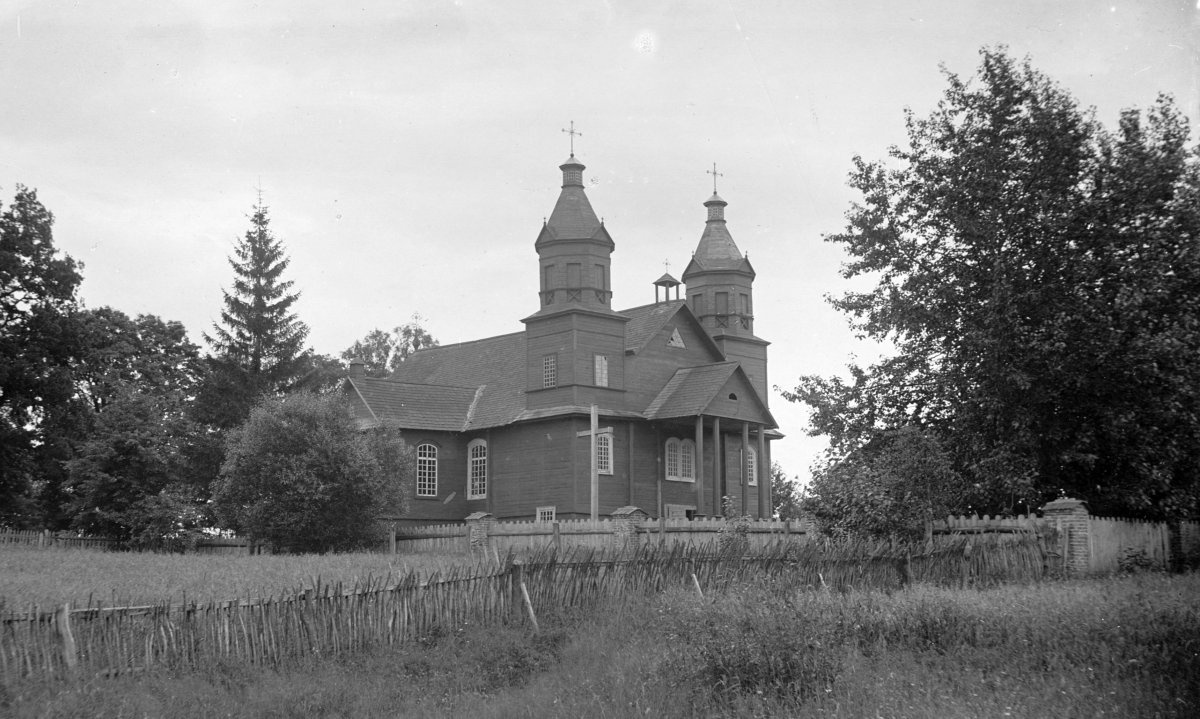
kościół na pocz. XX w.